# Swisscom IT Services Finance
Die Swisscom IT Services Finance AG mit Sitz in Zürich war ein auf IT-Lösungen spezialisiertes, international tätiges Schweizer IT-Unternehmen. Sie beschäftigte 640 Mitarbeiter und erwirtschaftete 2007 einen Umsatz von 295 Millionen Schweizer Franken. Ab 1. Januar 2006 war Swisscom Finance eine hundertprozentige Tochtergesellschaft der Swisscom. Am 1. Juni 2011 wurde Comit AG in Swisscom IT Services Finance AG umfirmiert. 2012 wurde die Swisscom IT Services Finance AG mit der Swisscom IT Services AG fusioniert, welche dann 2014 wiederum von der Swisscom übernommen wurde. Die Aktivitäten wurden in die Swisscom integriert und die Swisscom IT Services AG 2015 aus dem Handelsregister gelöscht.

## Tätigkeitsgebiet
Das Unternehmen bot verschiedene eigene wie auch Produkte Dritter für den Einsatz in der Bank- und Versicherungsbranche. Hierzu zählten IT-Lösungen für das allgemeine Bankgeschäft sowie für die Bereiche Investment Management, Securities Lending, Risikomanagement, Finanzinformationen, Zahlungsverkehr und Versicherungen.

## Geschichte
Comit (ab dem 1. Juni 2011 Swisscom IT Service Finance AG) ging 1991 aus dem Zusammenschluss der beiden 1980 gegründeten Unternehmen Mibas Consulting AG in Basel und Ebob AG in Zürich hervor. Im selben Jahr wurde die Entwicklung von Client-Server-Applikationen aufgenommen.
1998 begann die Kooperation mit der BZ Informatik (heute Avaloq Evolution AG) als Implementationspartnerin. Die internationale Expansion erfolgte 1999 mit der Gründung einer Tochtergesellschaft in Österreich.
Durch einen Management-Buy-out ging das Unternehmen 2001 in den Besitz ihres Managements über. In der Folge wuchs Comit (seit dem 1. Juni 2011) durch Gründung weiterer Tochtergesellschaften im In- und Ausland (2001 Deutschland, 2006 Singapur, 2008 Luxemburg) sowie durch verschiedene Akquisitionen.
2005 wurde die Übernahme durch die Swisscom beschlossen. Diese wurde per 1. Januar 2006 vollzogen.
Ab Mitte 2011 trat Comit (wie auch Resource und Sourcag) unter dem Swisscom Brand am Markt auf und blieb als eigenständiger Geschäftsbereich mit der Bezeichnung „Finance Services“ weiterhin erkennbar.